# チェシャ・テリア
チェシャ・テリア（英：Cheshire Terrier）とは、イングランドのチェシャーで作出されたテリア犬種である。
現在は絶滅したが、さまざまな犬種に勇敢な性格と白いコートを与えるために用いられた点では重要な犬種といえる。

## 歴史
歴史は多くの謎に包まれている。もともとは枯葉色のコートだったが、キツネ狩りの際にハンターにキツネと誤って撃たれたり、穴の中で戦ってキツネのにおいをつけて脱出すると、狩りを手伝うハウンド犬に攻撃される事が多かったのでその事態を避けるために白いコートに変更されたということのみが判明している。ちなみに、ウエスト・ハイランド・ホワイト・テリアも同じ理由で改良されたのだが、チェシャ・テリアとは全く別の犬種である。
主にハウンド犬とタックを組んでのキツネ狩りに使われた他、白い被毛のため暗所でもよく見え、勇敢で大胆不敵だったので夜間の番犬としても使われていた。
もともと希少な犬種でもあったためか、需要はあったが1930年代には絶滅してしまった。

## 特徴
上記のように勇敢でコートが白いこと以外の特徴は頭が卵型に近く、折れ耳または垂れ耳。毛質はなめらかなスムースコートと、硬くやや長めのワイアーコートの２タイプがいた。皮膚はキツネに噛まれてもダメージを軽減できるように若干たるんでいて、脚は長め。尾は垂れ尾で断尾することもあった。サイズは定かではないが、テリア種である事と、「ブル・アンド・テリアより小柄である」という17世紀頃の資料から小型犬と推定されている。

## チェシャ・テリアの血を継ぐ犬種
- ブルテリア（英：Bull Terrier）

ブルテリアはかつてブル・アンド・テリア（en:Bull and Terrier）という、名こそ似ているが全く容姿の異なる闘犬用犬種であった。それをペット犬種に転身させるため、チェシャ・テリアがかけ合わせて白いコートを取り入れ、頭の形を丸くした。これによりブル・アンド・テリアの容姿は現在のブルテリアにかなり近づいたのだが、何かが物足りないと感じた改良者は更にダルメシアンをかけ合わせて体格を改善し、被毛に黒いスポットや斑の模様が出るように再改良した。
でも現在もブルテリアはチェシャ・テリアの顔を色濃く受け継いでいる。
- シーリハム・テリア（英：Sealyham Terrier）

日本でもショー用もしくはペット用に飼育されているが、まだ珍しいウェルーズのテリア犬種。真っ白いコートと勇敢な性格を取り入れるために作出に関わった。かつては見た目によらずかなり攻撃的な性格だったが、ショー用に使われるようになってからは性格がかなり改善された。
- アイリッシュ・スタッフォードシャー・ブル・テリア（英：Irish Staffordshire Bull Terrier）

スタッフォードシャー・ブル・テリア（以下イングリッシュ種）及びアメリカン・スタッフォードシャー・テリア（以下アメリカン種）のアイルランド版。オリジナルのイングリッシュ種がアイルランドに渡り、それにチェシャ・テリアをかけ合わせて勇敢な性格を強調したもの。ただし、コートカラーは受け継がず毛色は白一色ではない。ちなみにアイルランド種はイングリッシュ種、アメリカン種に比べてマズルが太く、脚もかなり長い。